# Sznaucer olbrzym
Sznaucer olbrzym – rasa psów, należąca do II grupy (wd.FCI) - Pinczery i sznaucery, molosy, szwajcarskie psy górskie i do bydła, pozostałe. Zaklasyfikowana do sekcji psów w typie pinczera i sznaucera w podsekcji sznaucery. Zgodnie z klasyfikacją amerykańską, należy do grupy psów pracujących. Typ dogowaty. Podlega próbom pracy.
Za oficjalną datę powstania rasy (według E. Harmsa) można przyjąć rok 1910, kiedy do hodowlanej księgi Klubu Sznaucera i Pinczera wpisano trzy suki i sześć psów.

## Rys historyczny
Najprawdopodobniej przodkiem sznaucera olbrzymiego była stara górnobawarska odmiana psa wiejskiego, używanego do zaganiania i stróżowania. Przed drugą wojną światową hodowlę rozwinął Calaminus, który nigdy nie ujawnił z jakimi rasami krzyżował osobniki hodowlane. Aby uzyskać odpowiednią maść i uszlachetnić sylwetkę, pewne jest, że do krzyżowania użył czarnego doga niemieckiego.
Spekuluje się, że użyte zostały także pudle duże.

## Użytkowość
Początkowo psy te były hodowane tylko na terenach wiejskich przez chłopów wykorzystujących je do stróżowania gospodarstw, a także pilnowania wozów browarskich (stąd dawna nazwa sznaucer piwny). Zaliczany do psów obronnych.

## Temperament
Pies silny o żywym usposobieniu. Jego charakterystycznymi cechami są odwaga, której towarzyszy spokój i przezorność, wierność wobec swego pana. Narządy zmysłów bardzo dobrze rozwinięte. Inteligencja, niezależność, siła i wytrwałość, odporność na zmiany pogody i choroby sprawiają, iż jest to pies służbowy, przeznaczony do ciężkiej, wymagającej wytrzymałości pracy.

## Budowa
- głowa: oglądana ze wszystkich stron powinna być prostokątna, długa, szlachetna w wyrazie
- oczy: ciemnej barwy, owalne
- uszy: wysoko osadzone, w kształcie litery "V", załamane (dawniej kopiowane)
- tułów: zwarty, klatka piersiowa umiarkowanie szeroka, owalna w przekroju. Kłąb mocny, wyraźnie zaznaczony, powinien łagodnie przechodzić w płynną i prostą linię grzbietu. Front z wyraźnie zaznaczonym przedpiersiem
- ogon: osadzony wysoko (dawniej kopiowany)

## Szata i umaszczenie
Okrywa włosowa szorstka, twarda, gęsta. Składa się z gęstego podszerstka i włosa okrywowego. Cechami charakterystycznymi są broda na kufie i krzaczaste brwi. Najczęściej spotykane umaszczenie to czarne w całości, rzadziej spotykane są osobniki o umaszczeniu pieprz i sól.

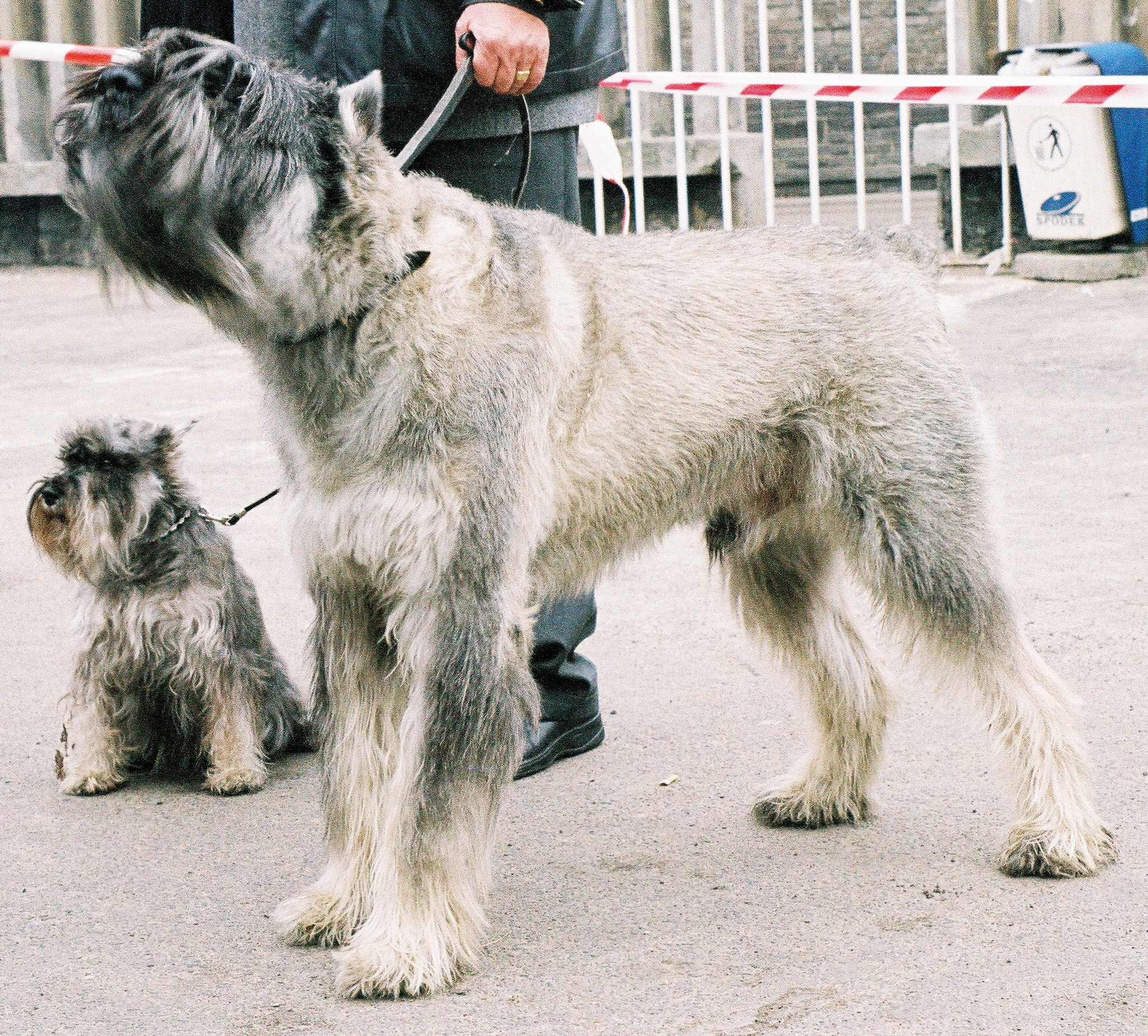
Sznaucer olbrzym w towarzystwie sznaucera miniaturowego. Dwa przykłady umaszczenia typu "pieprz i sól".

## Utrzymanie
Konieczność systematycznego trymowania sierści.